# Raoul Thiercelin
Raoul Eugène Thiercelin (París, 20 de juliol de 1880 - segle XX) va ser un jugador de rugbi a 15 francès que va competir a començaments del segle xx.
El 1920 va ser seleccionat per jugar amb la selecció francesa de rugbi a 15 que va prendre part en els Jocs Olímpics d'Anvers, on guanyà la medalla de plata. A nivell de clubs jugà al CASG París.